# Condado de Douglas (Missouri)
O Condado de Douglas é um dos 114 condados do estado americano de Missouri. A sede do condado é Ava, e sua maior cidade é Ava. O condado possui uma área de 2 110 km² (dos quais 0 km² estão cobertos por água), uma população de 13 084 habitantes, e uma densidade populacional de 6 hab/km² (segundo o censo nacional de 2000). O condado foi fundado em 1857.